# Cyclopecten barbarensis
Cyclopecten barbarensis är en musselart som beskrevs av Hans Rudolph Jürke Grau 1959. Cyclopecten barbarensis ingår i släktet Cyclopecten och familjen Propeamussidae. Inga underarter finns listade i Catalogue of Life.